# Not Without a Fight
Not Without a Fight (рус. Не Без Войны) — шестой студийный альбом американской поп-панк группы New Found Glory, вышел 10 марта 2009 года.

## Об альбоме
Not Without a Fight вернул New Found Glory позитивный энергичный мелодик-хардкор стиль, который был смешан с поп-панком в первых двух альбомах. Название отражается и взято из первых строчек их песни «Right Where We Left Off».

## Список композиций
| №                   | Название                                 | Длительность |
| ------------------- | ---------------------------------------- | ------------ |
| 1.                  | «Right Where We Left Off»                | 3:05         |
| 2.                  | «Don't Let Her Pull You Down»            | 3:28         |
| 3.                  | «Listen to Your Friends»                 | 3:20         |
| 4.                  | «47»                                     | 2:52         |
| 5.                  | «Truck Stop Blues»                       | 2:15         |
| 6.                  | «Tangled Up» (featuring Hayley Williams) | 3:13         |
| 7.                  | «I'll Never Love Again»                  | 2:38         |
| 8.                  | «Reasons»                                | 2:59         |
| 9.                  | «Such a Mess»                            | 2:42         |
| 10.                 | «Heartless at Best»                      | 3:44         |
| 11.                 | «This Isn't You»                         | 2:49         |
| 12.                 | «Don't Let This Be the End»              | 3:02         |
| Общая длительность: | Общая длительность:                      | 36:15        |

| №   | Название       | Длительность |
| --- | -------------- | ------------ |
| 13. | «I'm the Fool» | 3:38         |